# Voghera
Voghera (Vughera en dialecte oltrepadano (it) • Dans la Rome antique Forum Iulii Iriensium • Voguère, autrefois en français) est une ville italienne d'environ 39 000 habitants, située dans la province de Pavie, en Lombardie, dans le Nord-Ouest de l'Italie.

## Géographie
Le territoire de Voghera est situé dans la partie sud-ouest de la Lombardie, au sud du Pô. Il s'élève sur les rives de la rivière Staffora au début de la vallée du Pô, à quelques kilomètres des premières collines des Apennins.

## Histoire

### XIXesiècle
- Carlo Emmanuele dal Pozzo, 5e prince de La Cisterna (né le 7 janvier 1787 à Turin et mort le 26 mars 1864 à Turin)[2], est un noble italien du XIXe siècle, homme politique du royaume de Sardaigne[3]. Il est le 5e prince de Belriguardo, 6e marquis de Voghera, 6e comte de Reano, 8e comte de Ponderano, 8e comte de Bonvicino, 6e comte de Neive, 6e comte de Perno et possédait encore d'autres titres [4].

## Musées
Le musée historique possède l'Autobianchi A112 dans laquelle le général Della Chiesa a été tué par la Mafia et l'arme avec laquelle Mussolini aurait été tué.

## Administration
| Période                                  | Période | Identité         | Étiquette          | Qualité                 |
| ---------------------------------------- | ------- | ---------------- | ------------------ | ----------------------- |
|                                          |         |                  |                    |                         |
| 2000                                     | 2010    | Aurelio Torriani | Forza Italia       | Sindaco                 |
| 2010                                     | 2016    | Carlo Barbieri   | PDL / Forza Italia | Sindaco                 |
| 02/2016                                  | 01/2017 | Sergio Pomponio  |                    | Commissario prefettizio |
| 01/2017                                  |         | Carlo Barbieri   | Forza Italia       | Sindaco                 |
| Les données manquantes sont à compléter. |         |                  |                    |                         |

### Jumelages
Voghera est jumelée avec :
- Leinfelden-Echterdingen (Allemagne) ;
- Manosque (France) depuis 1984 ;
- Cheyenne (États-Unis).

### Hameaux
Medassino, Oriolo, Valle, Torremenapace, Campoferro.

### Communes limitrophes
Casei Gerola, Cervesina, Codevilla, Corana, Lungavilla, Montebello della Battaglia, Pancarana, Pizzale, Pontecurone, Retorbido, Rivanazzano, Silvano Pietra.

## Personnalités

### Personnalités nées à Voghera
- Giuseppe Maria Racagni (1741-1822), religieux et physicien
- Marietta Gazzaniga (1824-1884), soprano italienne
- Amalia Ferraris (1828-1904), ballerine italienne
- Carolina Sannazzaro, soprano italienne du XIXe siècle
- Luigi Lucotti (1893–1980), cycliste professionnel, 4e du Tour de France 1921
- Ambrogio Casati (1897–1977), peintre
- Carlo Pavesi (1923–1995), escrimeur, quadruple champion olympique à l'épée.
- Mauro Nespoli (tir à l'arc aux jeux olympiques de Pékin 2008)
- Frères Maserati, fondateurs de la firme automobile
- Alberto Arbasino (1930-2020), écrivain, essayiste et homme politique
- Valentino, célèbre couturier
- Franco Antonicelli, essayiste, poète, éditeur et homme politique
- Carolina Invernizio, romancière.

### Personnalités liées à Voghera
- Saint Roch (1340 - v.1379), mort à Voghera.